# Schmidt Rubin K31
Lo Schmidt Rubin K31 è un fucile a ripetizione ordinaria, con otturatore scorrevole, in dotazione alle truppe elvetiche dal 1933 al 1958, successore dello Schmidt Rubin K11 e predecessore dello Sturmgewehr 57 (Stgw 57).

## Storia
Lo Schmidt Rubin K31 è stato il fucile d'ordinanza svizzero per circa 25 anni, dal 1933 al 1958.
La data di progettazione è antecedente al maggio del 1931, da cui prende il nome K31 (la "K" sta per Karabiner). Schmidt e Rubin sono invece i nomi dei due ufficiali svizzeri che progettarono l'arma: nello specifico Rudolph Schmidt fu l'ideatore dell'azione dei due fucili predecessori del K31, lo Schmidt Rubin modello 1889 (che è stato il primo fucile a beneficiare dell'otturatore a trazione rettilinea, o "straight pull") e lo Schmidt Rubin modello 1896/11, mentre Eduard Rubin fu l'ideatore del munizionamento.

## Differenza dai modelli precedenti
Il K31 andò a sostituire il fucile e la carabina modello 1911. Rispetto alla carabina 1911, l'accorciamento dell'otturatore consentì di ottenere una canna più lunga di 6,5 centimetri rispetto alla carabina K11 pur mantenendo le stesse dimensioni totali. Gli svizzeri non ritennero opportuno continuare a produrre un "fucile lungo" giudicando che la carabina fosse in grado di svolgere anche i compiti precedentemente attribuiti al fucile lungo.

## Specifiche

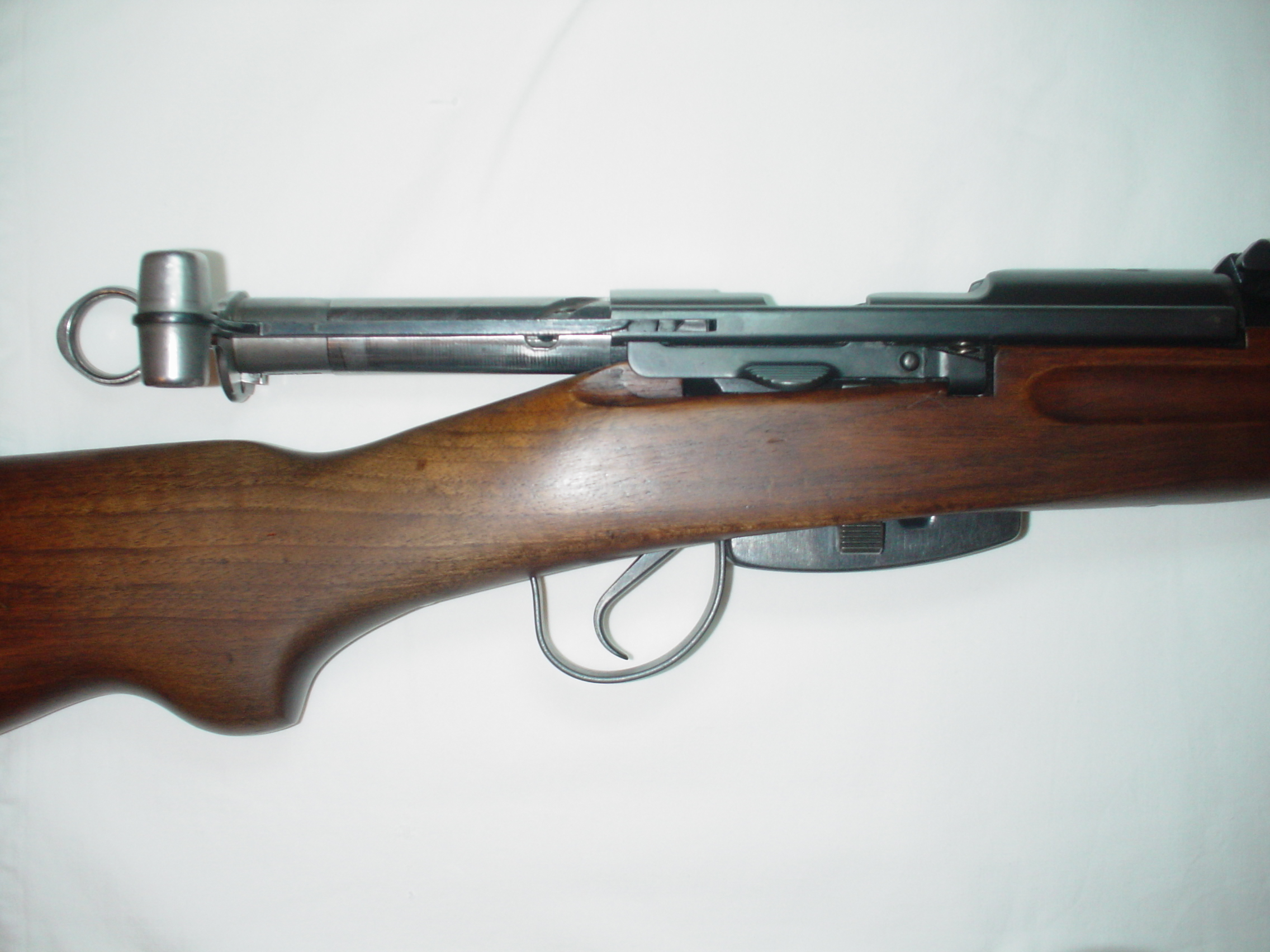
Particolare dell'azione

La particolarità della carabina consiste nell'azione rettilinea, o "straight pull". Utilizza un sistema elicoidale di avvitamento dell'otturatore per armare il percussore. Ecco una descrizione del funzionamento dell'azione. Indietreggiando la manetta dell'otturatore l'avvitamento generato dalla corsa, arma il percussore; facendo avanzare l'otturatore, quest'ultimo preleva la cartuccia dal caricatore inserendola nella camera di scoppio, rendendo l'arma pronta al fuoco. A differenza del fucile a otturatore girevole-scorrevole (o bolt-action) non è necessario far ruotare la manetta dell'otturatore per armare il percussore. Questa particolare azione (utilizzata anche dal fucile austriaco Steyr-Mannlicher M1895) offre prestazioni leggermente migliori in termini di tempistica di riarmamento della carabina, in quanto il movimento "indietro-avanti" è molto più breve e comodo rispetto al movimento "gira-indietro-avanti-gira"

## Il munizionamento
L'arma è in calibro 7,5 x 55 Swiss. La cartuccia originale svizzera, detta GP11 (in nomenclatura militare), utilizza una palla con profilo spitzer (appuntito), completamente incamiciata in acciaio con un nocciolo in piombo, avente un diametro di .306 pollici e peso pari a 174 grani (11,3 grammi), spinta da una carica di polvere infume. Essa è in grado di raggiungere una velocità di 780 m/s (nel K31).
Fu una cartuccia relativamente progredita per il suo tempo. Essa offre prestazioni notevoli sia in termini di precisione che di potenza, rendendola competitiva anche con altri calibri ben più noti come il .308 Winchester ed il .30-06 Springfield.
Le munizioni sono alloggiate all'interno di un caricatore amovibile con una capacità di 6 colpi totali.
È possibile ricaricare l'arma sia introducendo le cartucce dall'alto (con otturatore aperto, per mezzo di apposite piastrine di caricamento), che estraendo il caricatore ed inserendo le cartucce direttamente dentro quest'ultimo.

## Organi di mira

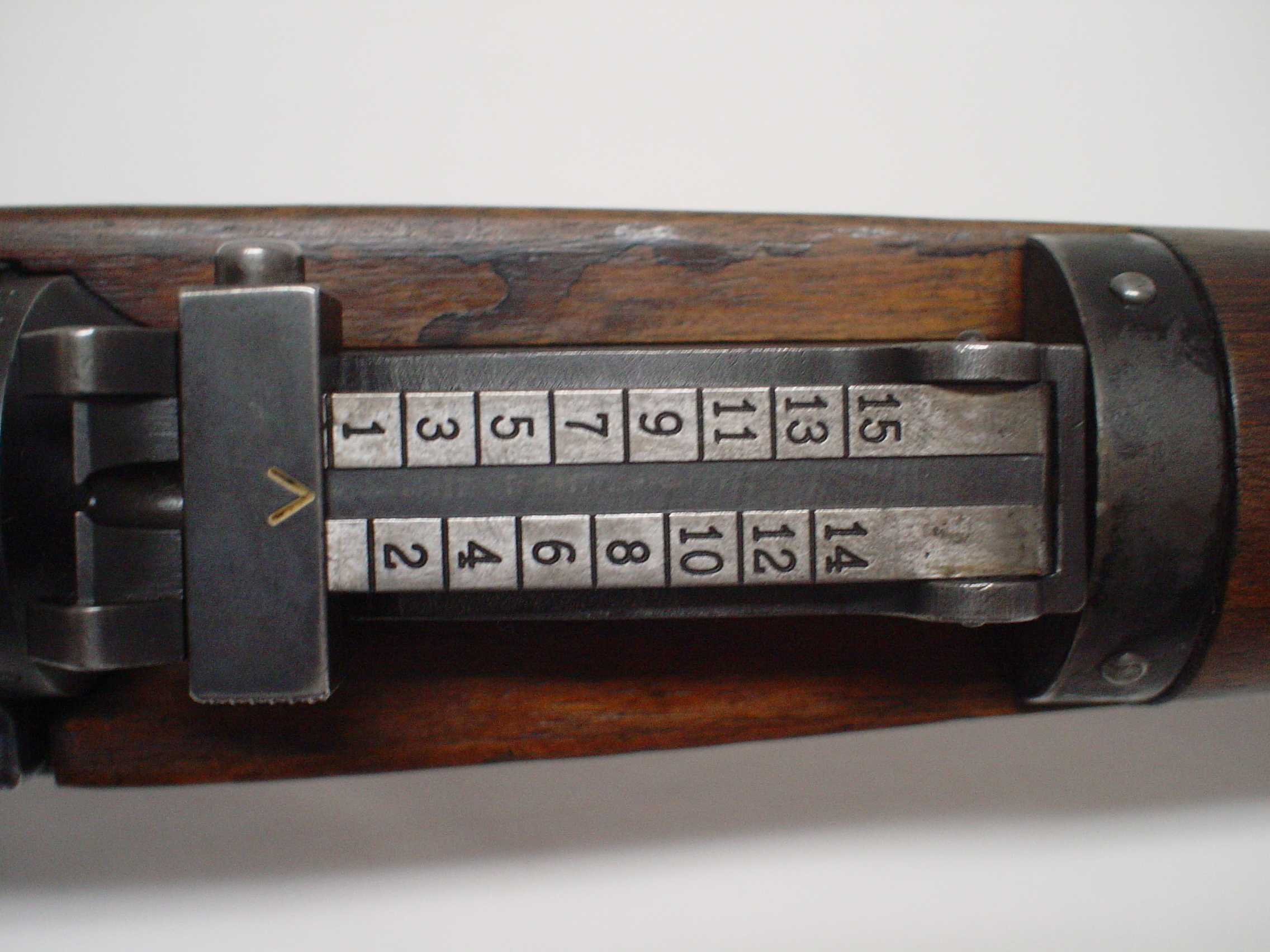
Tacca di mira su alzo regolabile

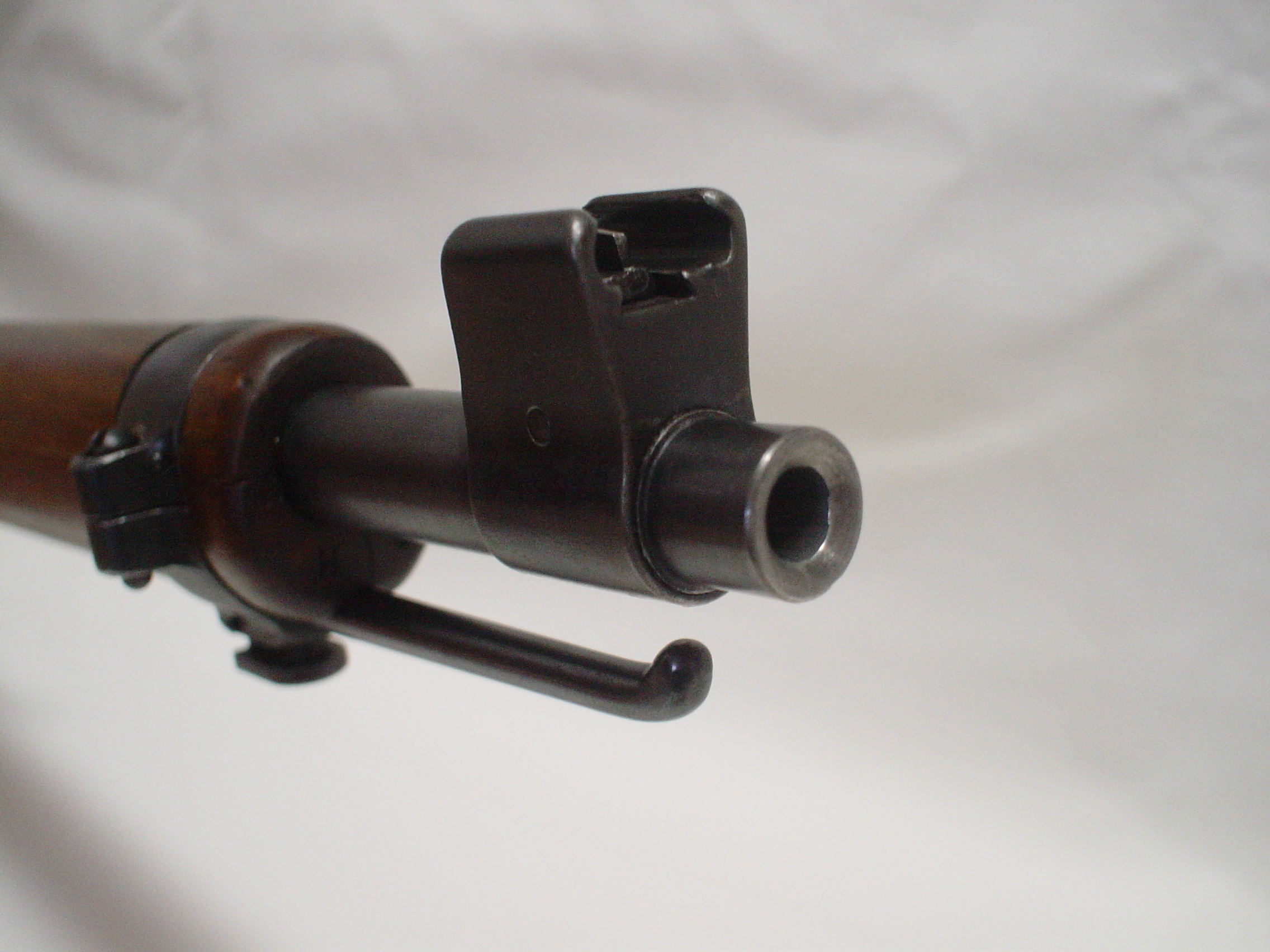
Particolare del mirino posto sulla volata

Il sistema di puntamento è composto da una tacca di mira a "V" posta su un alzo regolabile da 100 a 1500 metri e da un mirino fisso posto sopra la volata della canna.
Esistono anche 3 varianti dello Schmidt Rubin K31 dotate di ottica e realizzate appositamente per i tiratori scelti.
La prima è la K31/42 dotata di ottica ribaltabile da 1,8 ingrandimenti, la seconda è la K31/43 dotata di ottica ribaltabile da 2,8 ingrandimenti e la terza è la K31/55 con ottica fissa di produzione Kern da 3,5 ingrandimenti tarabile fino a 800 metri, e la carabina è dotata di bipiede e rompifiamma.

## Alcuni dettagli dell'arma

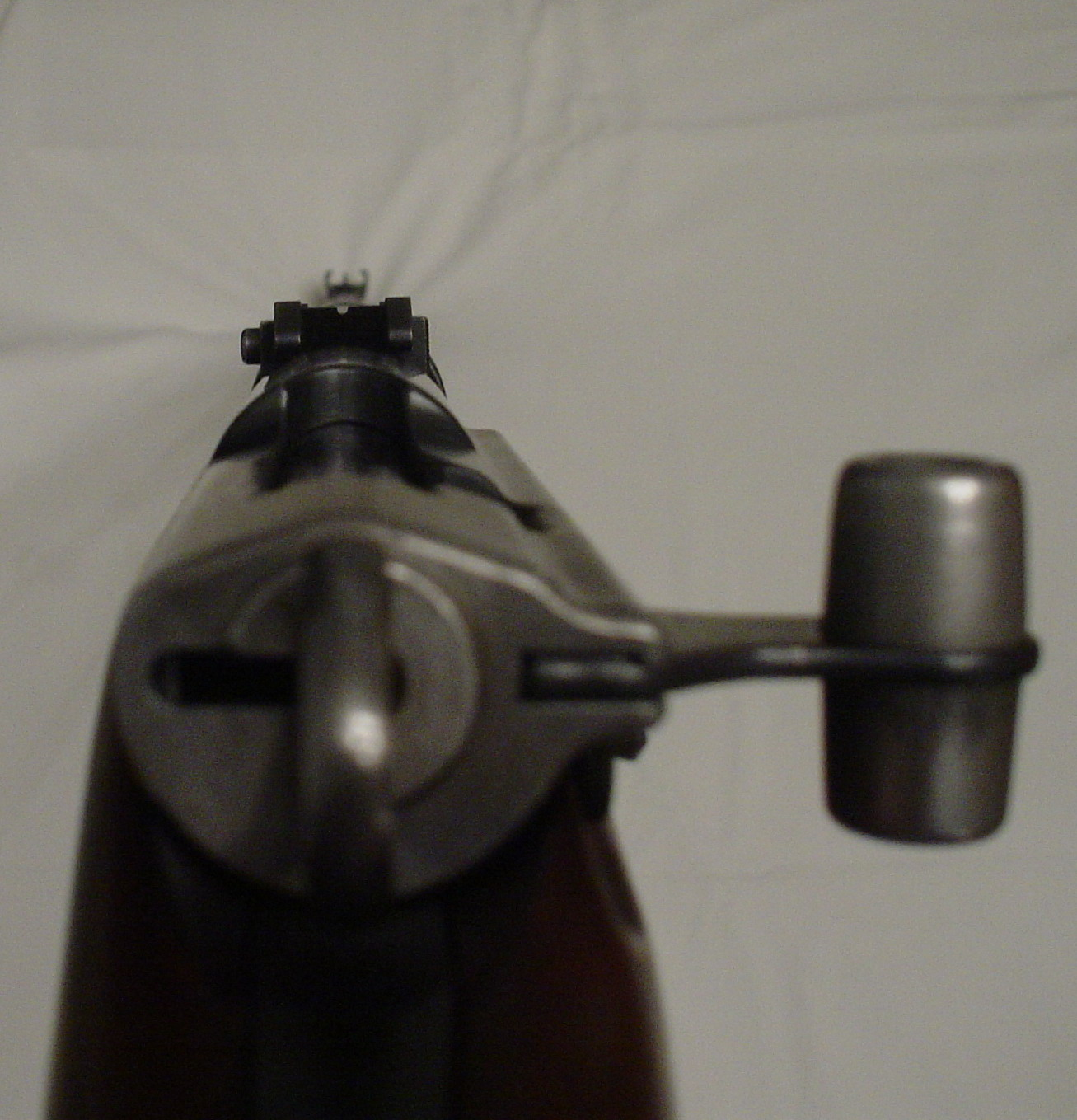
Prospettiva del tiratore
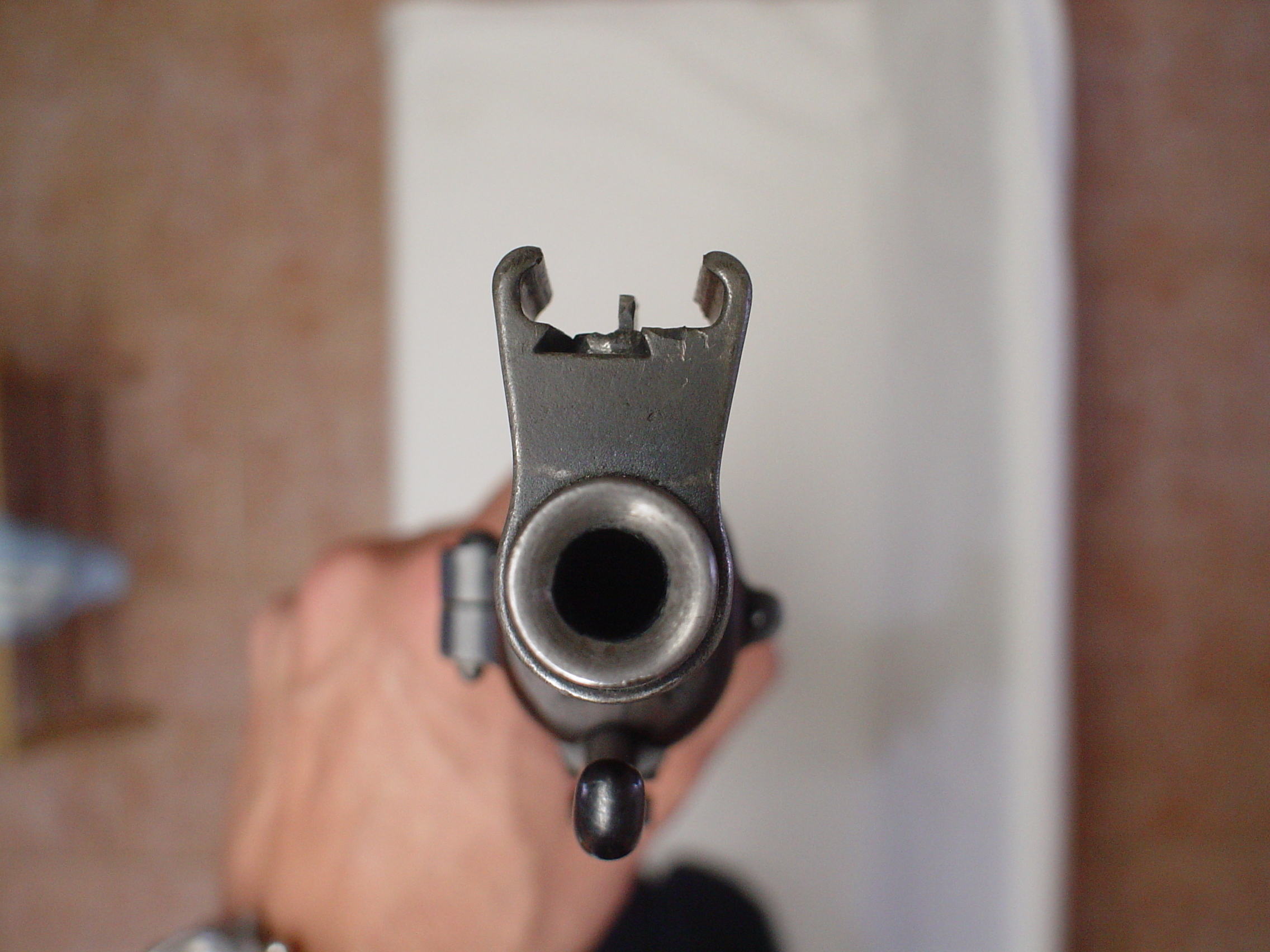
Particolare della volata
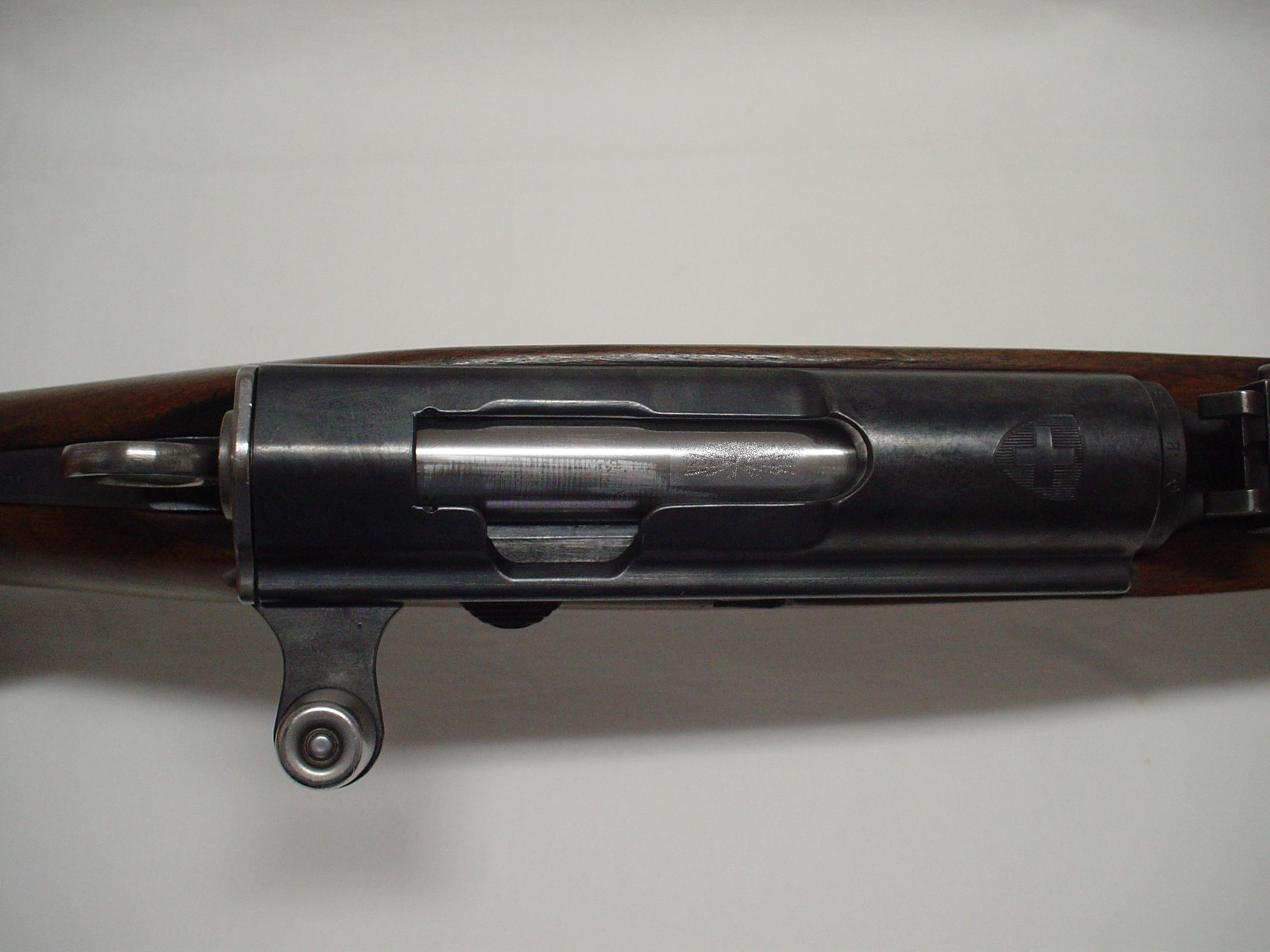
L'azione vista dall'alto
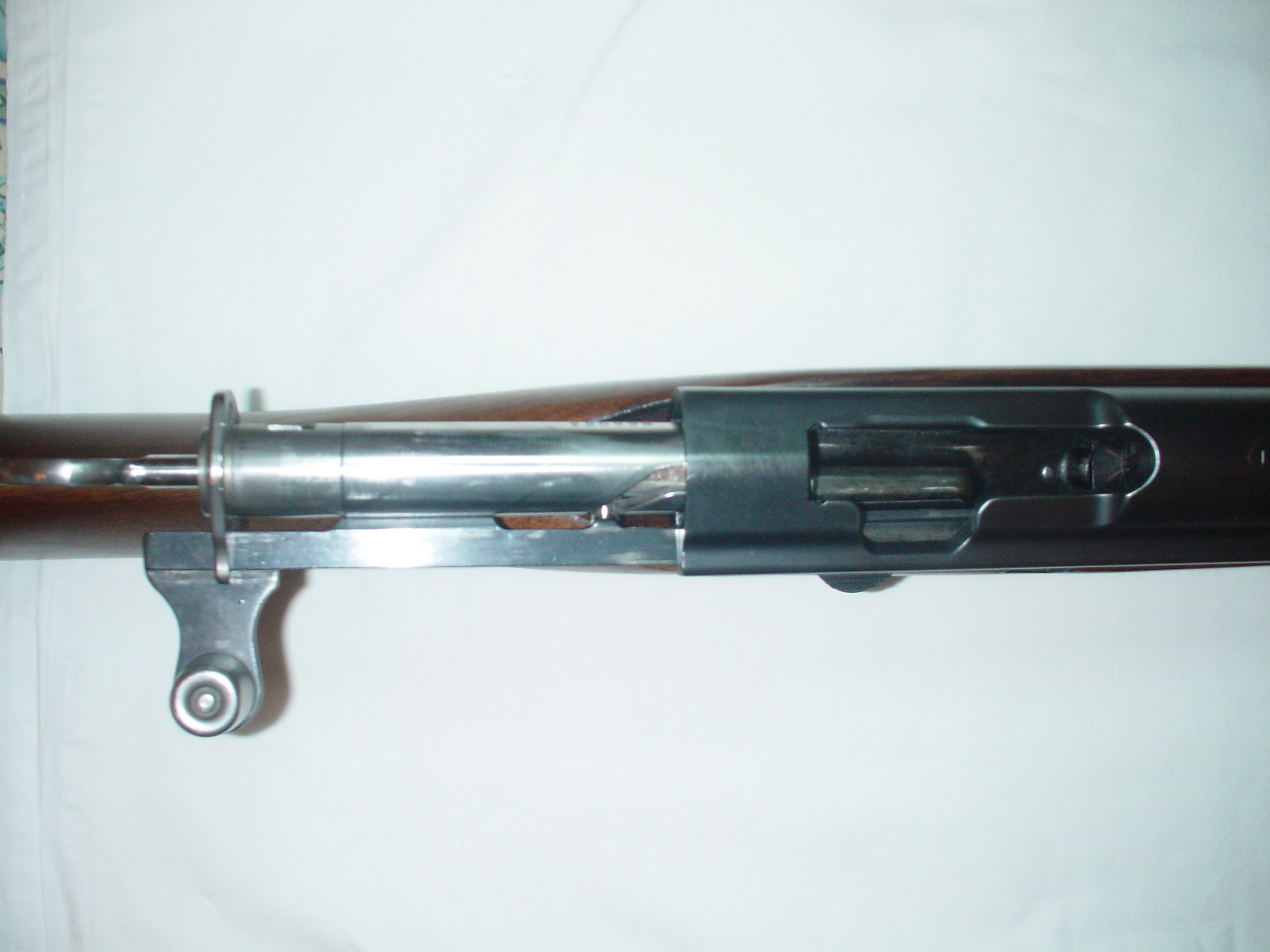
L'azione aperta (si può intravedere la spira elicoidale di avvitamento)
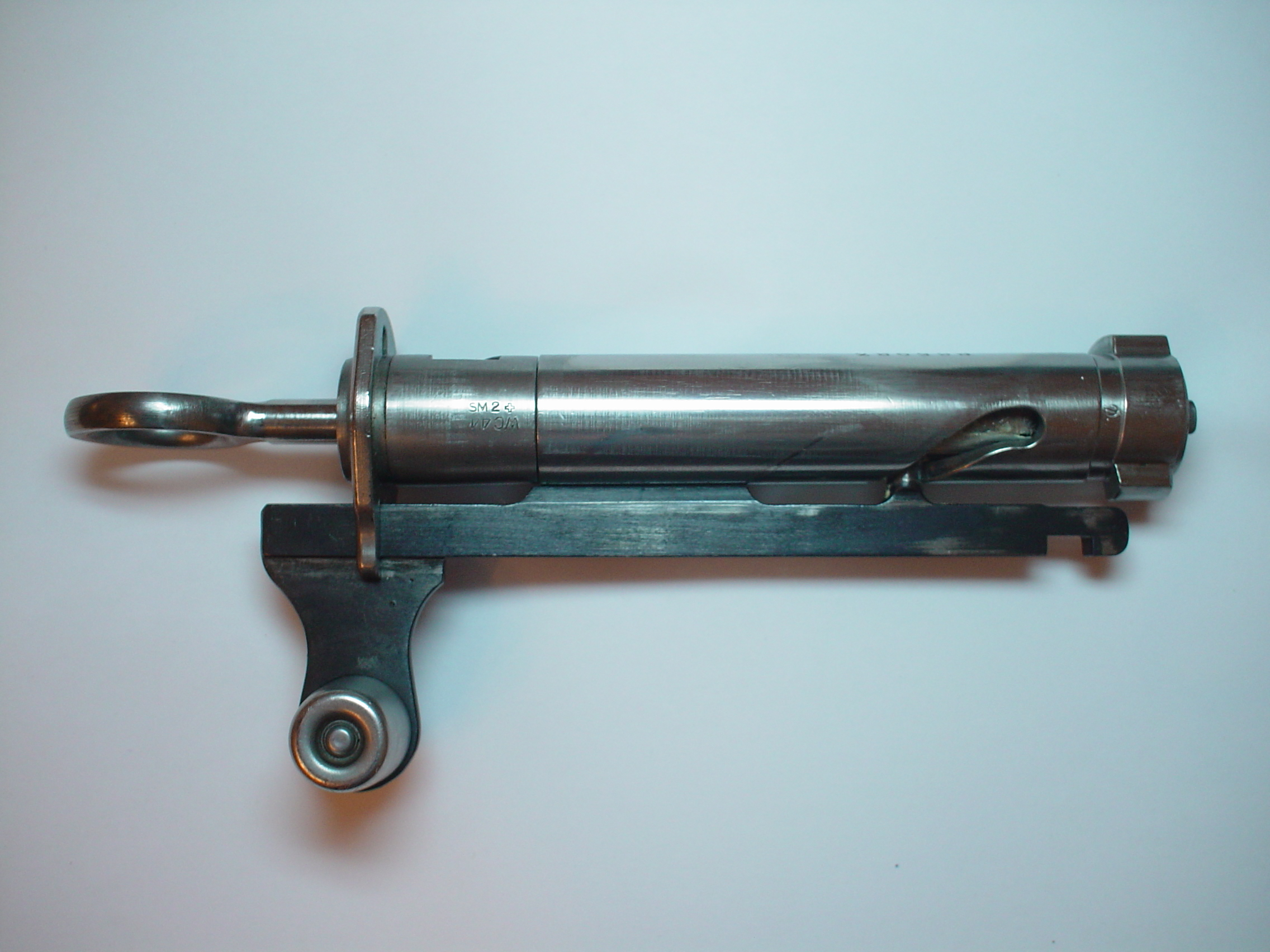
Particolare dell'otturatore (smontato)
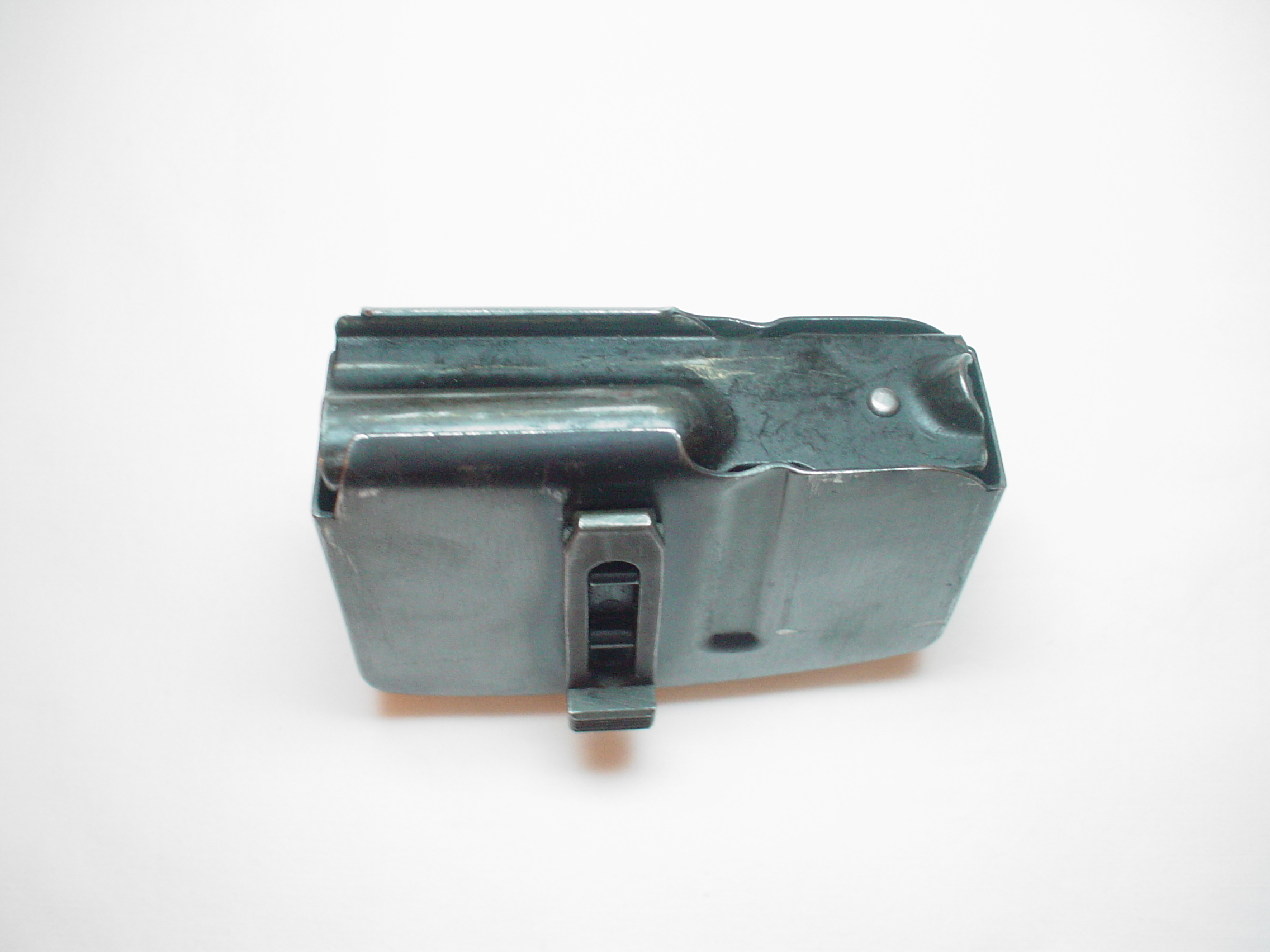
Particolare del caricatore (vista 1)
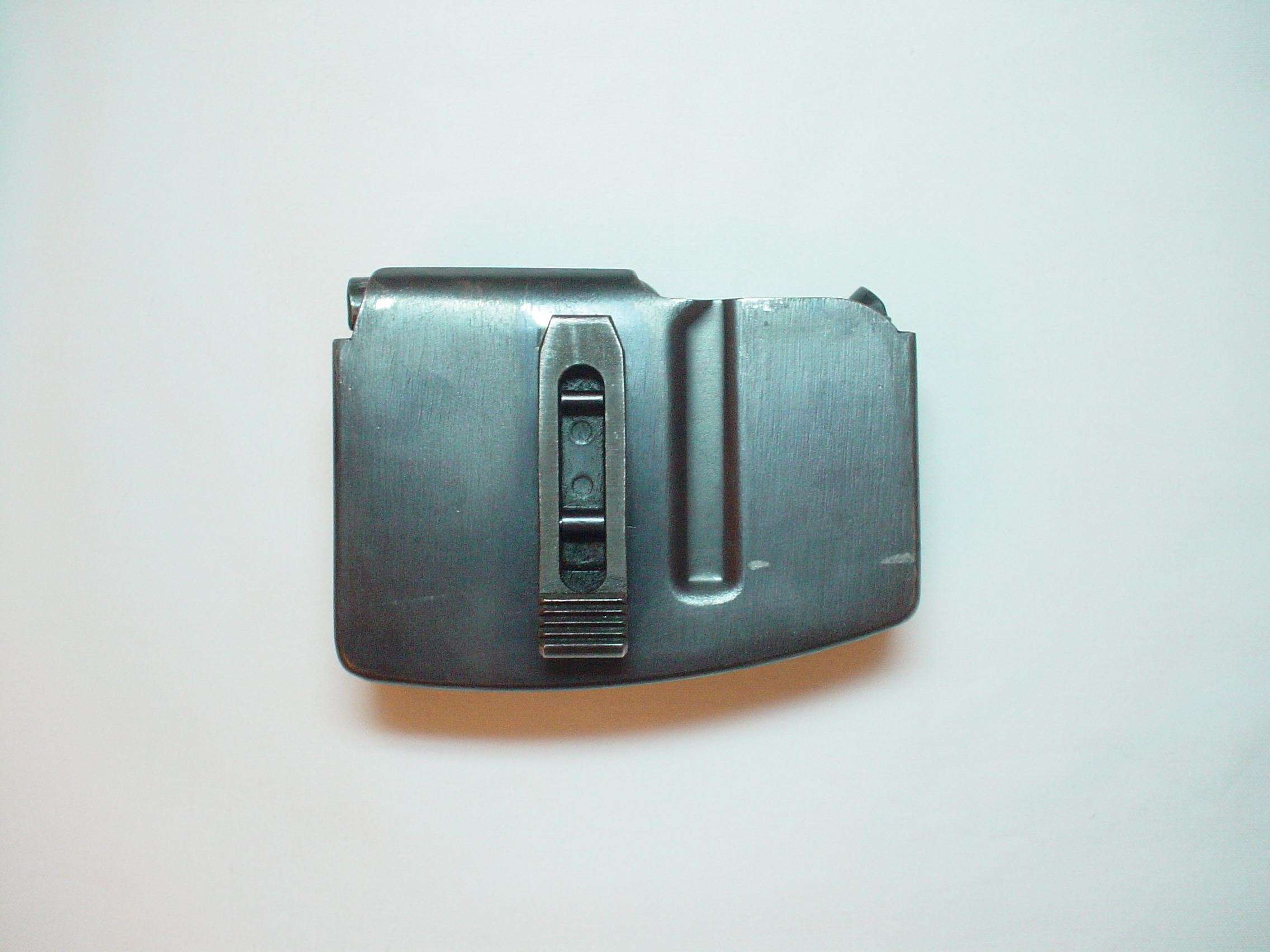
Particolare del caricatore (vista 2)
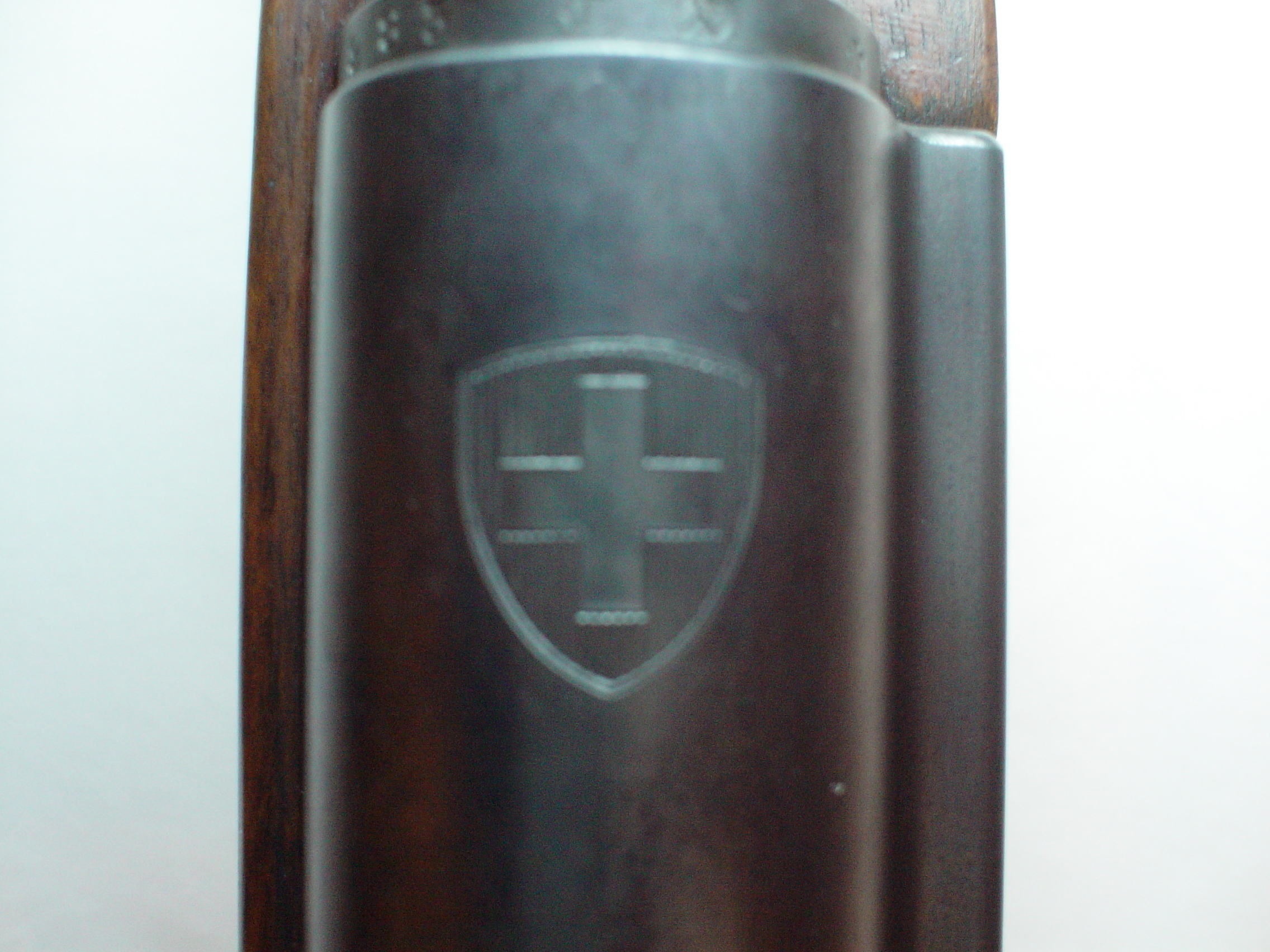
Lo scudo svizzero inciso sulla meccanica
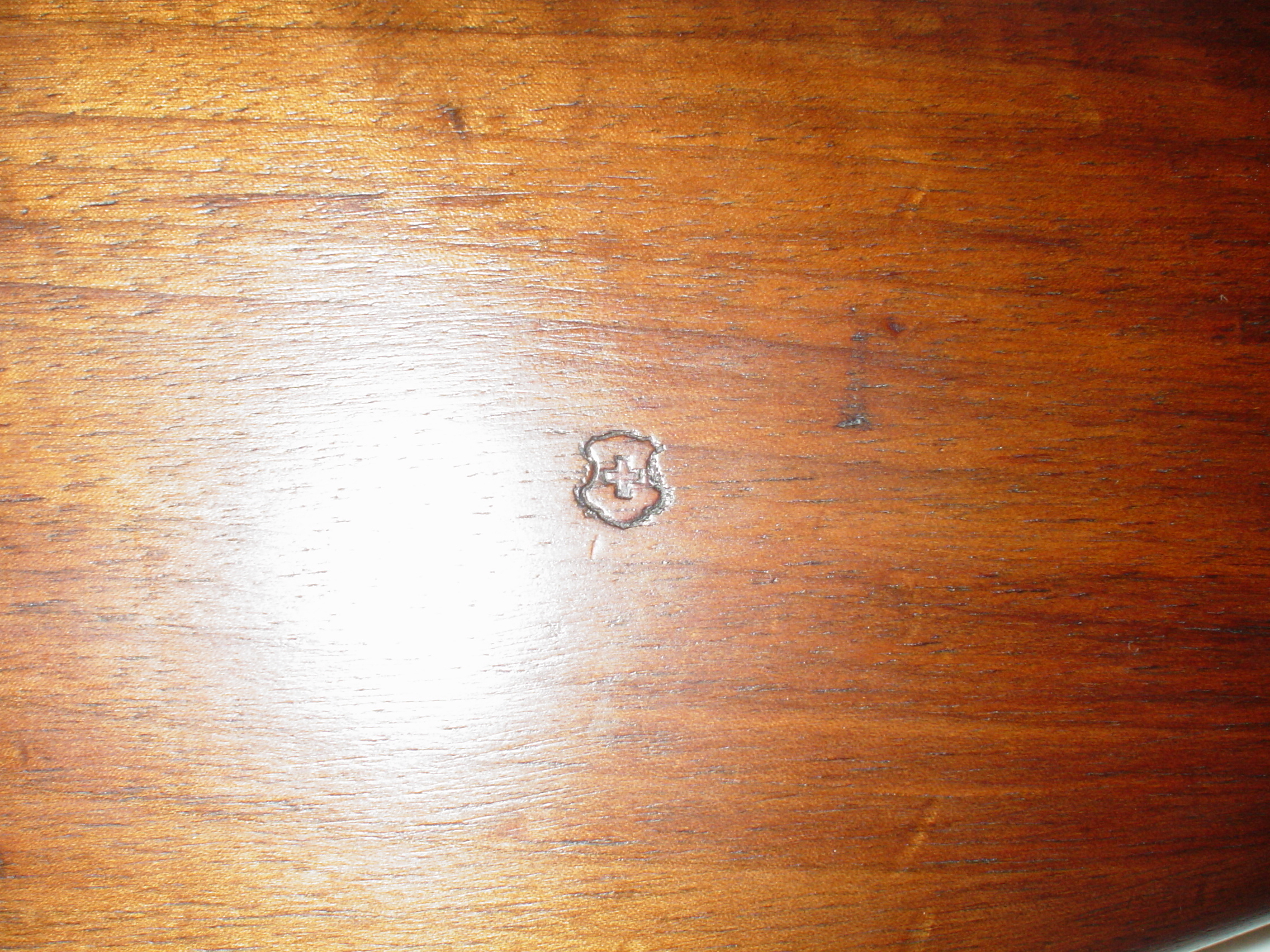
Lo scudo svizzero inciso sul calcio